# Федотыч (вулкан)
Вулкан Федотыч — крупный щитовой вулкан на Камчатке. Высота — 965 м. В кальдере вулкана расположено кратерное озеро. Вулкан потухший, последнее извержение произошло в Голоцене. Это самый древний вулкан в центральной части Срединного хребта. Возраст среднечетвертичный (ок. 70 000 лет). Находится юго-западнее вулкана Киненин.
Состав продуктов извержений представлен базальтами.